# Орловка (Будённовский район)
Орло́вка — село в Будённовском районе (муниципальном округе) Ставропольского края России.

## География
Поселение расположено на расстоянии 12 км к югу от г. Будённовска, до краевого центра г. Ставрополя — 230 км. В состав Орловского муниципального образования входят село Орловка — административный центр, пос. Виноградный, пос. Доброжеланный и пос. СМП-169. Всего в ведение муниципального образования передано 800 га пашни.

## История
История села Орловка началась с небольшого хутора, основанного в 1847 году на берегу реки Кума. Первыми поселенцами были выходцы из Орловской губернии, откуда и пошло название села. Следом пришли крестьяне Полтавской, Тульской, Воронежской, Черниговской, Курской, Рязанской и Харьковской губерний. Как рассказывают, поначалу поселенцы намеревались обосноваться в соседнем селе Прасковея, но не совсем дружелюбно встреченные местным населением, решили основать поселение в другом месте. Как повествует местное предание, будущие орловчане отошли от Прасковеи на расстояние, равное одному дневному переходу, где и заложили свой населённый пункт.
На основании распоряжения Совета Министров РСФСР от 12 марта 1965 года № 1322-р и решения Ставропольского крайисполкома от 1 марта 1965 года № 203 в селе Орловка было организовано государственное овцеводческое советское хозяйство (овцесовхоз) «Коммунист». В 1972 году совхоз перешёл в подчинение Ставропольского треста зерно-овцеводческих совхозов.
До 16 марта 2020 года село являлось административным центром сельского поселения Орловский сельсовет.

## Население
| 1908 | 1989  | 2002  | 2010  | 2012  | 2014  | 2021  |
| ---- | ----- | ----- | ----- | ----- | ----- | ----- |
| 3414 | ↘2727 | ↗3179 | ↗3339 | ↘3241 | ↗3300 | ↗3308 |

По данным переписи 2002 года в национальной структуре населения преобладают русские (85 %).

## Инфраструктура
- Центр культуры, досуга и спорта. Открыт 27 мая 1924 года как библиотека села Орловка[13]
- Библиотека. Открыта 27 мая 1924 года[14]
- Средняя общеобразовательная школа № 14. Открыта 5 октября 1926 года[15].
- Детский сад № 19 «Алёнка».
- Врачебная амбулатория
- 15 торговых точек, 1 парикмахерская
- Отделение Сбербанка
- Почта
- Кладбище (в 130 м от Орловки, площадью 47 657 м²)[16].

## Экономика
На территории муниципального образования расположены свыше 40 предприятий, организаций, учреждений. В формировании местного бюджета преобладают налоговые поступления СХП «Русь» (образовано 6 мая 1965 года как совхоз «Коммунист») и ЗАО «Доброжеланный» — это зерновые предприятия, ЗАО СХП «Виноградное», которое специализируется на выращивании и переработке винограда. Имеются также мукомольные предприятия: в ЗАО СХП «Русь», ООО «Латис» и ЧП «Саидов».

## Русская православная церковь
- Свято-Никольская церковь[18]. В 1996 году указом президента были выделены средства на строительство храма.

## Персоналии
- Ермолкин, Иван Ефимович (1907, село Орловка — 1943) — советский военачальник, во время Великой Отечественной войны дивизия под его командованием участвовала в обороне Сталинграда

## Памятники
- Памятник истории «Могила 14 красногвардейцев, расстрелянных в 1918 году белогвардейцами». Установлен 1 мая 1949 года[19]
- Памятник воинам-землякам, погибшим в годы гражданской и Великой отечественной войн. 1972 год[20].
- Памятник воинам-освободителям от фашистского ига, созданный в честь Победы в Великой Отечественной войне 1941—1945 гг.
- Мемориальный камень. Установлен в память советских граждан, расстрелянных фашистами в годы Великой Отечественной войны[21].

## Местные достопримечательности
- Рядом с Орловкой расположен охраняемый ценный массив Орловского леса, реликт пойменных лесов Прикумья.
- Среди степи имеются посадки ложноакаций, что придаёт местной растительности сходство с африканской саванной.

## Галерея
- Вид на село Орловка с трассы Р-263
- Дорожный знак у села
- Почтамт
- Дом культуры
- Детский сад
- Школа
- Храм святого Николая Чудотворца
- Здание управления совхозом